# Nasenmuräne
Die Nasenmuräne (Rhinomuraena quaesita) oder Geistermuräne ist wohl die auffälligste Art der Muränen (Muraenidae).

## Aussehen

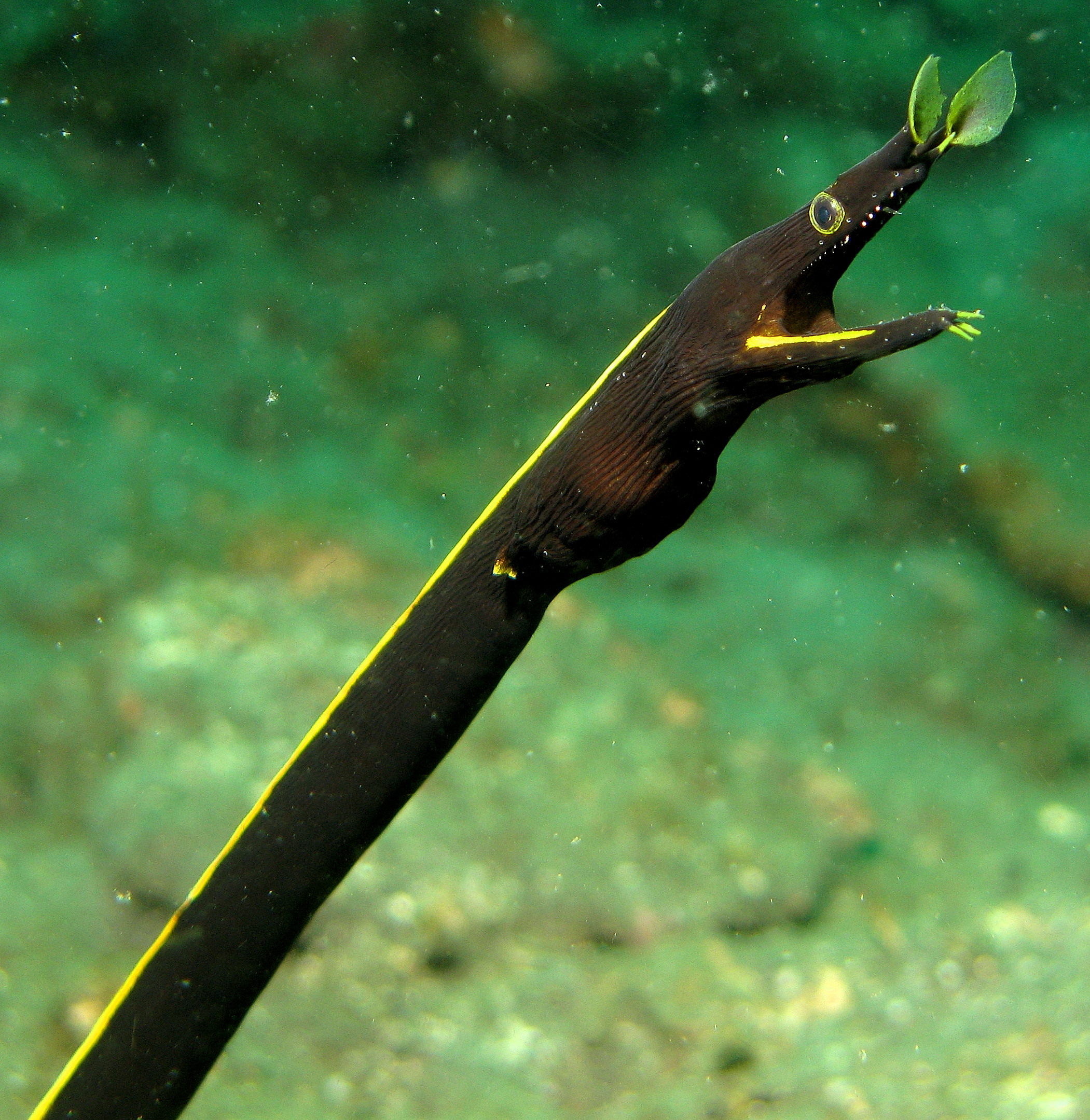
Junges Männchen

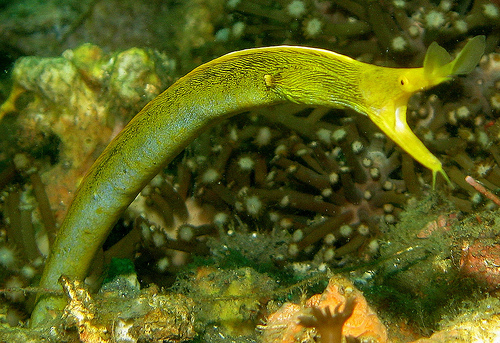
Weibchen

Nasenmuränen besitzen einen äußerst langen, schlanken Körper von bis zu 1,2 Meter Länge, wobei Jungtiere bis zu einer Länge von 65 Zentimeter schwarz sind. Die vorderen Nasenlöcher enden in blattähnlichen Auswüchsen, die hinteren Nasenlöcher enden über den Augen. Am Unterkiefer tragen sie drei bartelähnliche Auswüchse. Männchen sind leuchtend blau, Flossensaum, Schnauze, Augen und After sind gelb gefärbt. Nasenmuränen waren die ersten Muränen, bei denen ein Geschlechtswechsel festgestellt wurde.

## Farbwechsel
Diese Art tritt als einzige Muräne in drei sehr auffälligen Farbphasen auf. Umfangreiche Untersuchungen in den 1970er Jahren haben gezeigt, dass die schwarzen Nasenmuränen juvenile Männchen, die blauen adulte Männchen und die gelb gefärbten Exemplare geschlechtsreife Weibchen sind. Die Tiere wandeln sich im Laufe ihres Lebens von Schwarzgelb über Blau zu Reingelb um, wobei die erste Umwandlung etwa bei einer Körperlänge von etwa 95 cm stattfindet. Die Jungtiere wurden früher als eigene Art "Schwarze Nasenmuräne" beschrieben.

## Lebensraum und Verbreitung
Nasenmuränen leben versteckt in Korallenriffen, aber auch in Geröllfeldern und sandigen Lagunen bis in 50 Meter Tiefe, wobei nur der Kopf aus ihrer Höhle herausragt. Sie sondern einen besonders stark klebenden Schleim ab, mit dem sie in sandigen Substraten Wohnhöhlen stabilisieren. Diese Höhlen oder Röhren graben sie jedoch nicht selbst, sondern übernehmen sie von anderen Tieren.
Nasenmuränen kommen im Indopazifik von Ostafrika bis nach Südjapan, den Marshallinseln und Französisch-Polynesien vor.

## Nahrung
Nasenmuränen ernähren sich hauptsächlich von kleinen Krebsen und Fischen. Sie sind Lauerjäger, ohne jedoch dabei besonders aggressiv vorzugehen. Das Riechvermögen der Nasenmuränen scheint extrem gut ausgeprägt zu sein.

## Nasenmuränen in Gefangenschaft
Da eine erfolgreiche Nachzucht von Nasenmuränen in Gefangenschaft noch nicht gelungen ist, werden Nasenmuränen für die Haltung in Aquarien praktisch ausschließlich der freien Natur entnommen. Dabei werden auch umstrittene Fangtechniken, wie zum Beispiel der Giftfang, eingesetzt, welcher die Tiere erheblich schädigen kann. Die Lebensdauer derart gefangener Muränen in Aquarien ist deshalb meist sehr gering.
Im Vivarium des Staatlichen Museum für Naturkunde Karlsruhe wurden bereits die erfolgreiche Eiablage und Befruchtung von Nasenmuränen beobachtet. Um die Tiere wirklich artgerecht zu halten, erfolgreich zu züchten und ihnen eine natürliche Geschlechtsumwandlung zu ermöglichen, bedarf es jedoch noch weiterer Forschungen und Untersuchungen.